# Фрич, Карл (ботаник)
Карл Фрич (нем. Karl Fritsch, 24 февраля 1864 — 17 января 1934) — австрийский ботаник, миколог.

## Биография
Карл Фрич родился в городе Вена 24 февраля 1864 года.
Он начинал изучать ботанику в Инсбрукском университете имени Леопольда и Франца. Позже Карл Фрич изучал ботанику в Венском университете. В 1886 году он получил учёную степень доктора философии. Фрич внёс значительный вклад в ботанику, описав большое число видов растений.
Карл Фрич умер в Граце 17 января 1934 года.

## Научная деятельность
Карл Фрич специализировался на папоротниковидных, семенных растениях и на микологии.